# Stazione di Takeshiba
La Stazione di Takeshiba (竹芝駅?, Takeshiba-eki) è una stazione ferroviaria di Tokyo, si trova a Minato e serve il people mover Yurikamome.

## Layout della stazione
La stazione ha due binari laterali sopraelevati. È l'unica stazione della linea ad avere due binari laterali, poiché tutte le altre stazioni hanno uno (o due) banchina ad isola.

## Linee

### People Mover
- Yurikamome